# 勝杏里
勝杏里（日语：／ Katsu Anri，1977年7月3日—）為日本男性聲優。隸屬於賢Production，東京都大田區出身。

## 人物
與森訓久、宮下榮治、增川洋一、泰勇氣、梯篤司組成聲優團體「Revolver」，2006年12月23日停止相關活動，該團製作人為聲優金井美香。
2021年1月12日，由所屬事務所賢Production公佈確診為新型冠狀病毒陽性。2021年1月6日出現發熱癥狀，7日接受了PCR檢查，9日確診，並在保健所指導下於自家療養。

## 演出作品
※粗體字為主要角色

### 電視動畫
2002年
- 推理之絆（學生B）

2004年
- 陰陽大戰記（青龍之牙千代）
- 機獸超世紀（シグマ）
- 抓鬼天狗幫（男）
- 網球王子（ケンゾー）
- 火影忍者（赤胴鎧〈第二代〉）
- 日式麵包王（英國隊）
- 遊戲王GX（BOY / 光雄）

2005年
- IGPX（男）
- 草莓100%（學生）
- 頭文字D Fourth Stage（觀眾、男）
- 喜歡所以喜歡（學生）
- 沙漠神行者（團員）
- 黑貓（巴魯多利亞斯·S·芬基尼）
- 神奇寶貝超世代（吉人）
- 舞-乙HiME（伊織）

2006年
- 極樂天師（少年）
- 銀魂（會計）
- CLUSTER EDGE（班級學生）
- 獸爪（鬼灯信）
- 動腦遊戲！小天小天子（ペテンダック）
- THE THIRD～蒼之瞳的少女～
- 獸王星（軍人、部下、茶輪、其他）
- 黑騎士（格雷）
- 心跳回憶 Only Love（鈴木一太）
- NANA（藤枝直樹）
- 變身公主（名田庄薰）
- 神奇寶貝超世代（雅）
- MÄR 魔法世界（馬可）
- 妖怪人間貝姆（純）

2007年
- 古代王者 恐龍王（タマッキー）
- 彩雲國物語 第二季（榛蘇芳）
- 黑騎士 第二季（格雷）
- 東京魔人學園劍風帖 龖（九角天童）
- 東京魔人學園劍風帖 龖 第弐幕（ビッグママ、九角天童）
- 悲慘世界 少女珂賽特（馬留斯·彭梅西、亞蘭）
- 灣岸競速（小康）

2008年
- 水晶之焰（鼠尾草）
- 黑執事（桃洛修·凱因斯）
- 古代王者 恐龍王 翼龍傳說（スパルタカス）
- 魔法禁書目錄（土御門元春）
- Battle Spirits 少年突破馬神（打工君、學生C、工作人員B）
- 魔人偵探腦嚙涅羅（朝永博斗）

2009年
- 我家3姊妹（不良學生B）
- 銀魂（田中古兵衛）
- 棒球大聯盟 5th season（西爾瓦）
- 屍姬 玄（季四辺鞆春）
- 火影忍者疾風傳（赤胴鎧）
- 鋼之鍊金術師 FULLMETAL ALCHEMIST（德爾捷特）
- FAIRY TAIL（影山）

2010年
- 傳說的勇者的傳說（理魯・歐魯拉）
- K-ON!!（主唱）
- 棒球大聯盟 6th season（西爾瓦）
- 侵略！花枝娘（克拉克）
- 閃光的夜襲（西尾）
- 傳說的勇者的傳說（理魯·歐魯拉）
- 魔法禁書目錄II（土御門元春）
- HEROMAN（阿瑪若利皮）

2011年
- 罪惡王冠（月島阿爾戈）
- 侵略！？花枝娘（克拉克）
- 紙箱戰機（仙道大樹）
- 眾神中的貓神（小鐵）
- 戰國鬼才傳（小堀作介）
- 最後流亡-銀翼的飛夢-（伊格拉斯）

2012年
- 翡翠森林狼與羊（Butch）
- 頭文字D Fifth Stage（冒牌拓海）
- 宇宙兄弟（紫三世）
- 足球騎士（中島）
- 蠟筆小新（通販主持人）
- 探險托里蘭托（マモンバ）
- 紙箱戰機W（仙道大樹）
- DOG DAYS'（伊斯卡·瑪奇希瑪）
- 向陽素描（澤松）
- 神奇寶貝BestWishes（黑比諾）
- 遊戲王ZEXAL（狼）
- LUPIN the Third -名為峰不二子的女人-（佩納）

2013年
- 銀河機攻隊 莊嚴皇子（藍迪·麥斯威爾）
- 蠟筆小新（強盜）
- 進擊的巨人（奈爾·德克）
- 約會大作戰（殿町宏人）
- Battle Spirits Sword Eyes（塞爾賈）

2014年
- 名偵探柯南（白河京介）※第729話
- 鬼燈的冷徹（妖怪朧車）
- 東京喰種（古間圓兒）
- 刀劍神域Ⅱ（銀龍）
- 哆啦A夢（物品交換機、諾其、雄性馬竹、落目冒失郎、小惡魔 其他）

2015年
- 暗殺教室（荒木鐵平）
- 東京喰種√A（古間圓兒）
- JoJo的奇妙冒險 星塵鬥士（夏卡）
- 俺物語！！（年輕人B）
- Concrete Revolutio～超人幻想～（迪伊）
- 名侦探柯南（釜石卓 #803）

2016年
- 暗殺教室 第2期（荒木鐵平）
- 潮與虎（立迫一平）
- DAYS（榮二）
- 龍族拼圖X（大河）
- 男子啦啦隊！！（金田保）
- 路人超能100（宮蛾輪）

2017年
- 蠟筆小新（壽司吃吃）
- 數碼寶貝-APP獸（推特獸）
- 我的英雄學院 第2期（印斯茅斯）
- KAITO×ANSA（西川頭Pan）

2018年
- 名侦探柯南（绑架犯）
- 慕留人-火影忍者新世代-（風魔光太郎）
- 龍族拼圖（前健）
- 銀河英雄傳說 Die Neue These 邂逅（托達）
- 卡片戰鬥！！先導者（川並南）
- 刃牙（加藤清澄[3]）
- 進擊的巨人 Season3（奈爾·德克）
- 魔法禁書目錄III（土御門元春）
- 東京喰種:re 第2期（古間圓兒）
- 傀儡馬戲團（超級小丑）

2019年
- 卡片戰鬥！！先導者 續・高中生篇（川並南）
- 約會大作戰III（殿町宏人）
- 超级小白（德卡普）
- 閃亮模力小天才（國王後衛）

2020年
- 卡片戰鬥！！先導者 新右衛門編（川並南）
- 卡片戰鬥！！先導者 -if-（川並南）
- 魔法紀錄 魔法少女小圓外傳（DJ Hammer）
- 異獸魔都（鳥太）
- 更多！認真地不認真的怪俠佐羅利（妮拉爸爸）
- 刃牙 第2期（加藤清澄）
- 科学超电磁炮T（土御門元春）

2021年
- 進擊的巨人 The Final Season（奈爾·德克）
- 半妖的夜叉姬（蛾御前））
- 回復術士的重啟人生（大叔）
- 美麗新世界 The Animation（狩谷）
- 佐賀偶像是傳奇 捲土重來（主持人）
- 通靈王（達拜因）
- 急戰5秒殊死鬥（猿渡悟）
- D_CIDE TRAUMEREI THE ANIMATION（或斗的父親）
- 魔卡派對（電吉麟）

2022年
- SLOW LOOP-女孩的釣魚慢活-（吉永良太[4]）
- 舞動不止（拉麵店店主）
- 更多！認真地不認真的怪俠佐羅利 第三系列（敦一郎）

2023年
- 逃走中 GREAT MISSION（洽馬·哈斯拉）
- 鴨乃橋論的禁忌推理（丼澤英作）
- 破滅的王國（奧茨[5]）

2024年
- 最弱魔物使開始了撿垃圾之旅。（洛克利克）
- 身為魔王的我娶了奴隸精靈為妻，該如何表白我的愛？（鍛冶屋）
- 約會大作戰V（殿町宏人）
- 新幹線變形機器人：變革世代（當麻日高）
- 擅長逃跑的殿下（清原信濃守）

2025年
- 正義使者 -我的英雄學院之非法英雄-（波丸十兵衛）
- 異世界小白玩家 －用 HP1 展開最強最快的迷宮攻略－（世界書／旁白[6]）

### OVA
2005年
- 草莓100%（會員6號、警備員2）

2008年
- 頭文字D Extra Stage 2（茶髮A、附近的同年級生）

2010年
- 機動戰士GUNDAM UC（賴瑞·馬吉尼斯）

2012年
- 噬謊者（斑目貘）※單行本第26卷限定版

2014年
- WILD ADAPTER（修司）

### 動畫電影
2006年
- 盜夢偵探（研究員）

2010年
- 鬼神傳（武宮）
- 豆富小僧（101番狸）

2012年
- 福音戰士新劇場版：Q（多摩秀樹）

2013年
- 劇場版 魔法禁書目錄 -安迪米昂的奇蹟-（土御門元春）

2014年
- 帕羅的未來島（日语：パロルのみらい島）（祖祖）
- 頭文字D新劇場版 Legend1 -覺醒-（健二）

### 網路動畫
2024年
- 範馬刃牙 VS 拳願阿修羅（加藤清澄[7]）

### 遊戲
2007年
- 超級機器人大戰 OG 外傳（弗利亞·艾斯特）
- 這個美妙的世界（狩谷拘輝）

2009年
- 頭文字D Arcade Stage 5（冒牌拓海〈冒牌Project D〉）
- 薩爾達傳說 大地汽笛

2011年
- 光輝同盟（ベルガス）
- 薩爾達傳說 Skyward Sword（ギラヒム）
- 紙箱戰機（仙道大樹）
- 魔法禁書目錄（土御門元春）

2012年
- 十三支演義 〜偃月三國傳〜（關定）
- アラビアンズ・ロスト（ライル＝スルーマン）

2013年
- 約會大作戰 烏托邦凜禰（殿町宏人）
- 魔法與科學的群奏活劇（土御門元春）

2014年
- アラビアンズ・ダウト（ライル＝スルーマン）

2017年
- 魔法禁書目錄 （手游）（土御門元春）
- 異度神劍2(斬鐵)

2018年
- 魔法电脑机战（土御門元春）

2019年
- 魔法禁書目錄 幻想収束（土御門元春）

2023年
- Fate/Samurai Remnant（Caster）

### 特攝片
- 天裝戰隊護星者（幽魔獸 飛棍的ザイ粉）
- 假面騎士Drive（惡路程式106）
- Build NEW WORLD 假面騎士Cross-Z（奇魯巴斯／假面騎士Killbus）

### 其它
- 衛星動畫劇場（領航員 2008年4月3日 - 2009年3月26日）
- 2002年勝杏里曆法
- 井上和彥的聲優教室
- 勝杏里的電話服務
- Picaru的定理（旁白、2011年4月16日 - ）
- （聲演）

## 註解
1. ↑  出生於神奈川縣横濱市。
2. ↑   (PDF). 賢Production. 2021-01-12  [2021-01-13]. （原始内容存档 (PDF)于2021-01-13） （日语）.
3. ↑  . TVアニメ「バキ」公式サイト.   [2018-03-15]. （原始内容存档于2021-03-13）.
4. ↑  slowloop_tv的2022年1月14日22:57的推文、. Retrieved 2022-01-22.
5. ↑  . Comic Natalie. 2023-11-15  [2023-11-15]. （原始内容存档于2023-11-17） （日语）.
6. ↑  . Comic Natalie. 2025-05-21  [2025-05-21] （日语）.
7. ↑  . Comic Natalie. 2024-05-06  [2024-05-06]. （原始内容存档于2024-05-09） （日语）.

## 外部連結
- 賢Production公開簡歷（日語）
- （日語）
- 勝杏里的X（前Twitter）